# Jan Jaworowski
Jan Jaworowski ps. Maryśka (ur. 16 maja 1920 w Łomży, zm. 10 października 1944 w Warszawie) – podharcmistrz, porucznik, w powstaniu warszawskim początkowo dowódca 1. drużyny, a następnie dowódca II plutonu „Alek” w kompanii „Rudy” batalionu „Zośka” Armii Krajowej.

## Wczesne lata
Syn nauczyciela matematyki Hipolita Jaworowskiego i Zofii z domu Jagodzińskiej. Służył w 1 Łomżyńskiej Drużynie Harcerskiej. W 1938 ukończył Gimnazjum im. Tadeusza Kościuszki w Łomży. Po maturze zdał pomyślnie egzamin na Wydział Lekarski Uniwersytetu im. Stefana Batorego w Wilnie. Studiów jednak nie podjął, gdyż odbywał kurs podchorążych rezerwy w Mazowieckiej Szkole Podchorążych Rezerwy Artylerii w Zambrowie.

## II wojna światowa
W wojnie obronnej 1939 służył w 33 pułku piechoty w 18 Dywizji Piechoty. Wraz z pułkiem 18 września dotarł do Kowla. Uniknął aresztowania przez NKWD dzięki pomocy polskich kolejarzy, którzy dawali żołnierzom swoje mundury. Z Kowla przedostał się do Brześcia, gdzie znajdowała się jego rodzina. Ojciec Jana został poinformowany o tym, że znajduje się na liście NKWD do wywózki do gułagu i Jaworowscy uciekli do Siedlec.
Był instruktorem I Kursu Podchorążych Rezerwy Piechoty, zorganizowanego przez Narodowe Siły Zbrojne. Prowadził zajęcia m.in. ze znajomości broni i map sztabowych.
Od 1943 r. przebywał w Warszawie. Studiował medycynę na Tajnym Uniwersytecie Ziem Zachodnich. Do batalionu „Zośka” trafił dzięki znajomości ze studentami, którzy do „Zośki” należeli. Brał udział w akcji wykolejenia i ostrzelania niemieckiego pociągu na odcinku Tłuszcz-Urle. Jako instruktor wziął udział w akcji Par. I.
W pierwszych dniach powstania warszawskiego uczestniczył w walkach o „Gęsiówkę”, Pawiak, cmentarze na Woli i magazyny przy  ul. Stawki. 8 sierpnia, po śmierci Eugeniusza Koechera został dowódcą plutonu „Alek”, a 14 sierpnia, po śmierci Jerzego Jagiełły, objął funkcję zastępcy dowódcy 2. kompanii „Rudy”. Ok. 19/22 sierpnia 1944 został ciężko ranny. Wtedy też na stanowisku dowódcy zastąpił go Andrzej Makólski.
Jan Jaworowski zmarł 10 października w szpitalu św. Stanisława (Wojewódzki Szpital Zakaźny) z ran odniesionych 22 sierpnia. Miał 24 lata. Początkowo pochowany w zbiorowej mogile. Ekshumowany przez brata Tadeusza i pochowany na Powązkach Wojskowych w kwaterach żołnierzy i sanitariuszek batalionu „Zośka” (kwatera A20-3-12).

## Odznaczenia
Odznaczony Krzyżem Walecznych i Orderem Virtuti Militari rozkazem Dowódcy AK nr 400 z 31 VIII 1944. Uzasadnienie brzmiało: „za odznaczenie się w walkach Grupy «Północ» na Starym Mieście”.
Jego imieniem nazwana jest 16 Grunwaldzka Drużyna Harcerska z Kędzierzyna-Koźle.